# Kabupaten de Rote Ndao
Le kabupaten de Rote Ndao, en indonésien Kabupaten Rote Ndao, est un kabupaten de la province des petites îles de la Sonde orientales en Indonésie. Il a été créé en 2002 par séparation de celui de Kupang. C'est le plus méridional d'Indonésie.

## Géographie
Le kabupaten est composé de 96 îles, dont seulement 6 sont habitées :
- Rote (979 km²),
- Usu (19 km²),
- Ndao (8,6 km²),
- Landu (6,4 km²),
- Nuse (5,7 km²)
- Do'o (1,9 km²).
- Pamana est inhabitée. Elle est l'île la plus méridionale d'Indonésie et d'Asie.

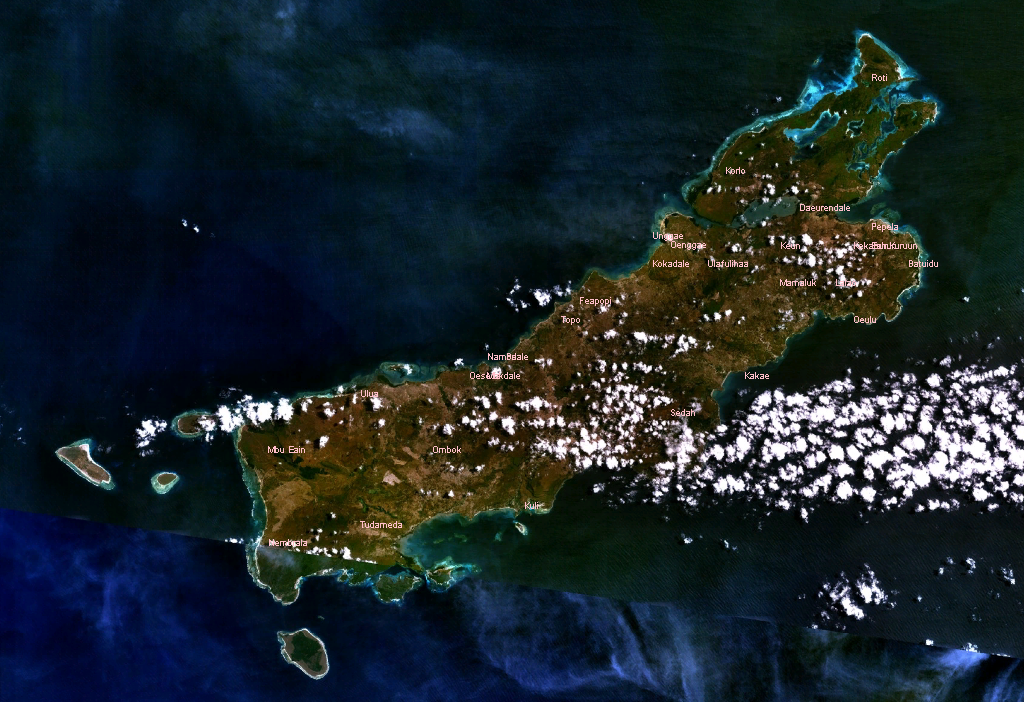
Vue satellite du kabupaten de Rote Ndao. L'île la plus grande est Rote, la plus occidentale Ndao, la plus méridionale Pamana.

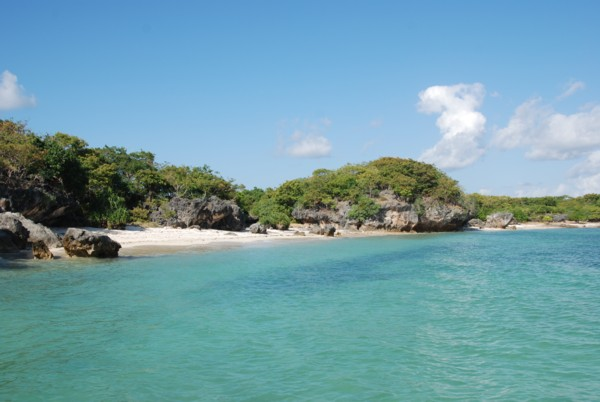
L'île de Nusa Manuk, au sud-ouest de Rote

## Divisions administratives
Il est divisé en huit kecamatans :
- Rote Barat
- Rote Barat Daya
- Rote Barat Laut
- Lobalain
- Rote Tengah
- Rote Selatan
- Pantai Baru
- Rote Timur